# 關西潮音禪寺
24°47′04″N 121°10′39″E / 24.784578°N 121.177568°E
關西潮音禪寺，是一座位於臺灣新竹縣關西鎮東安里的佛寺，建築為泰國風格。

## 歷史沿革

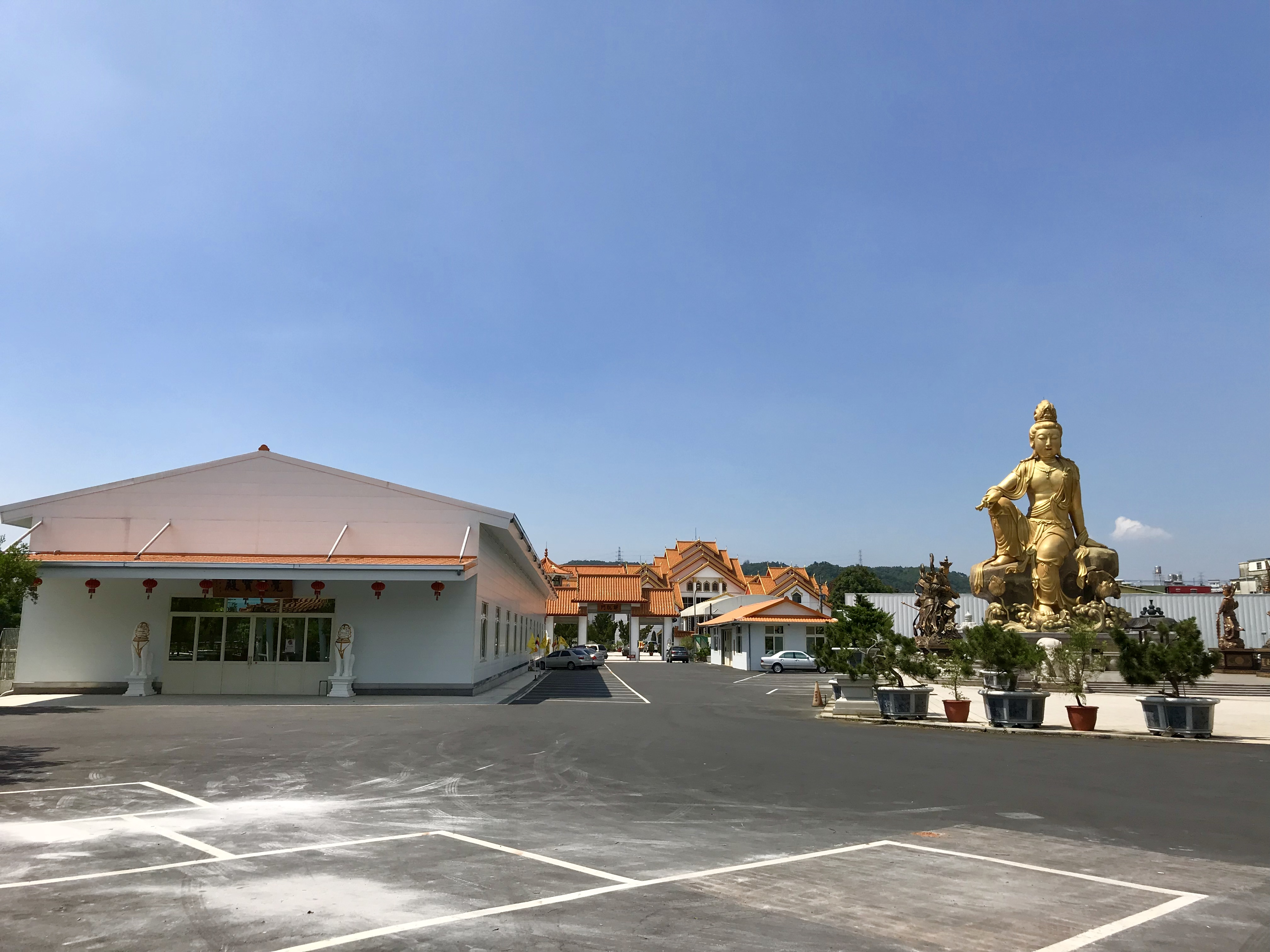
寺址本為關西鎮東安里1號，今址為關西鎮中豐路一段80巷10號。照片中央為大殿及解脫門，右側為青銅觀音，左側為覺皇寶殿。

此寺創立於1913年，最早是齋堂，名叫「文化堂」，由當地仕紳陳慶、劉洋清、魏和、楊金水發心購地，其地理位置在鳳山溪、粗坑溪與牛欄河3流域交會處。1921年改為佛寺，1931年重建完成，1936年時該寺之地址為新竹州新竹郡關西下三屯一一二之三，主祀釋迦牟尼佛。
昔日關西有所謂關西八景，該寺就有名為「潮音曉鐘」、「南流野渡」的兩景。其中梵鐘係自中國大陸直接攜來，掛在該寺正門樑柱上；「南流野渡」指以前的鳳山溪渡船頭。過去鳳山溪在被濫墾、濫採前，溪水充沛，深可渡船。從中國大陸來台的第一代住持常悟法師，常枯坐溪中巨石，不管潮水撲面，潛心苦修。
該寺原為三合院建築，1990年於住持真頓法師任內重建。由於真頓法師長期於泰國弘法、修行，重建工程也獲得泰國信徒奧援，故將佛寺改建為泰國風格以感念。2015年時記者採訪時該寺的泰式裝飾包含高聳白柱、門窗及屋頂邊緣的金色邊條、笑顏和善的「天獅」、大象圖騰、牆面神像浮雕等，寺內也供奉泰國四面佛，大殿內則供奉三尊來自緬甸、11呎高（約335公分）高的玉佛，分別為釋迦牟尼、藥師如來、阿彌陀佛。
該寺內也安奉信徒骨灰，四面佛殿後方有一顆於2015年據稱樹齡300年的茄苳樹。
2007年，接任第七任住持的悟禪法師增購土地、建造彼岸橋、並籌建文化長廊及青銅觀音像。文化長廊於2010年完成，長度為100公尺，供奉彌勒佛及三十三自在觀音。該長廊部分地基於2012年8月2日晚間被鳳山溪掏空，寺方於次月16日發動信徒將長廊遷移至對面50公尺處。
2011年該寺開始興建高19公尺、重42噸的青銅觀音像，塑造者為張見有，參與動土典禮者包含新竹縣縣長邱鏡淳、行政院顧問劉文禎、縣議員劉良彬等人，2013年完成，後來又在前方設置四大天王像。
2015年時該寺大殿進行修建，並為三尊玉佛加鑲金邊。
2017年該寺建寺百年，寺方為安奉開基釋迦牟尼佛佛像，而於解脫門前建構占地1500平方公尺的覺皇寶殿，並於該年7月15日建寺百周年紀念大典時落成安座。活動參與者包含前監察院長陳履安、前立委鄭永金、前行政院人事行政局局長暨中國佛教會法制委員會主任委員朱武獻、中國佛教會理事長圓宗長老等諸山長老、法師。寺方也規劃於該年10月中舉行水陸大法會。

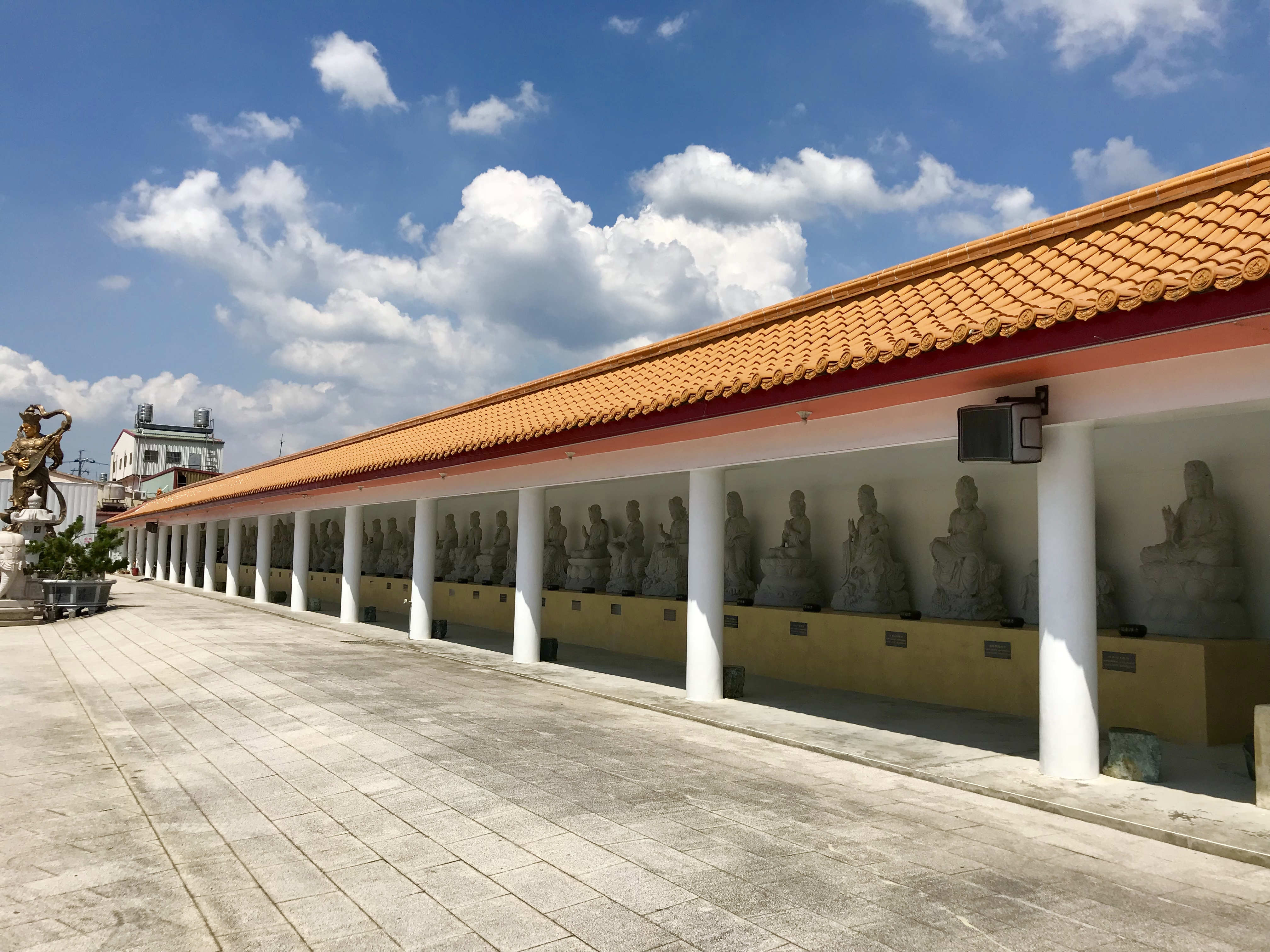
文化長廊

## 阿彌陀佛碑
寺方於關西鎮北山里118線上的高橋坑橋旁立有阿彌陀佛石碑。高橋坑橋橫跨的是一條小野溪，該溪雖小，卻有20餘公尺之深。鎮公所主任秘書陳勝達表示，據地方耆老回憶，此橋雖有欄杆，但許多人因不明原因墜落身亡，同一地點在1941年也曾有日軍因空襲而集體陣亡。後來潮音禪寺法師集體到橋上頌經念佛超渡，同時設置一塊阿彌陀佛碑，此後便不再聽說有墜溪意外。1990年代末，118線拓寬，原本設在橋頭的石碑也打算敲毀，後經地方一致反對，最後保留下來放置在路邊。

## 外部連結
- 關西潮音禪寺的Facebook專頁